# Lončari (Teslić)
Lončari (szerbül: Лончари), település Bosznia-Hercegovinában, a Szerb Köztársaságban, Teslić községben. Lončari településnek a Szerb Köztársaság területére eső, nyugati része.

## Fekvése
A település Bosznia-Hercegovina középső részének északi szélén, Dobojtól légvonalban 15, közúton 22 km-re nyugat-délnyugatra, községközpontjától légvonalban 9, közúton 14 km-re északra, az Usora bal partja feletti dombvidéken, 313 méteres magasságban található. 

## Népessége
| Nemzetiségi csoport | Népesség 1991 | Népesség 2013 |
| ------------------- | ------------- | ------------- |
| Szerb               | 6             | 1             |
| Bosnyák             | 0             | 0             |
| Horvát              | 474           | 15            |
| Jugoszláv           | 1             | 0             |
| Egyéb               | 6             | 0             |
| Összesen            | 487           | 16            |

## Története
A település 1878-ig tartozott az Oszmán Birodalomhoz, ekkor a berlini kongresszus határozata alapján az Osztrák-Magyar Monarchia része lett. 1879-ben az első osztrák-magyar népszámlálás során a Tešanji járáshoz és Miljanovići községhez tartozó településnek 11 háztartása és 84 római katolikus lakosa volt. 1910-ben a Tešanji járáshoz tartozó településen 17 háztartást, 162 római katolikus és 1 ortodox lakost találtak. A monarchia szétesésével 1918-ban előbb a Szerb-Horvát-Szlovén Királyság, majd 1929-től a Jugoszláv Királyság része lett. 1921-ben a Tešanji járáshoz tartozó községnek 159 lakosa volt, mind római katolikus horvátok. Az 1929-es törvény értelmében, amikor Bosznia-Hercegovinát négy banovinára, Drinskára, Vrbaskára, Zetskára és Primorskára osztották, a település a Vrbaska banovina része lett, amelynek székhelye Banja Luka volt. 
Jugoszlávia megszállása után a Független Horvát Állam (NDH) része lett. A második világháború után 1992-ig a település a szocialista Jugoszlávia keretében a Bosznia-Hercegovinai Népköztársaság része volt. A boszniai háborút lezáró daytoni békeszerződés rendelkezése alapján az ország területét felosztották a Bosznia-hercegovinai Föderáció és a boszniai Szerb Köztársaság között. A békeszerződés utáni területmegosztási megállapodás értelmében a háború előtti település területének nyugati fele, 1,34 km2 területtel a Boszniai Szerb Köztársasághoz és Teslić községhez került, míg a település területének keleti, horvátok és muszlimok lakta része, 1,58 km2 területtel a Bosznia-hercegovinai Föderáció Zenica-Doboji kantonjában levő Tešanj község területénél maradt. 